# Floby kyrka

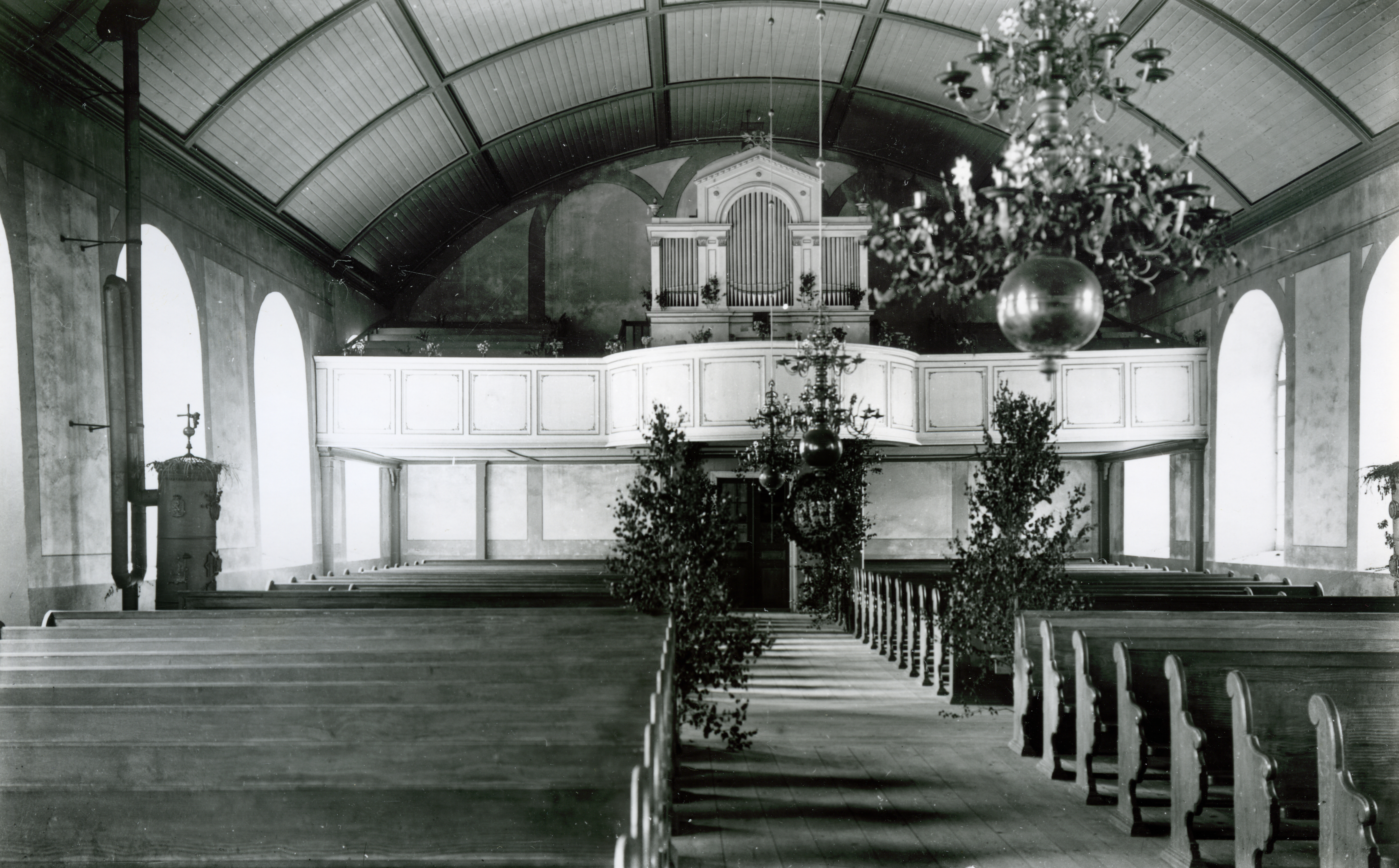
Kyrkorum år 1919

Floby kyrka är en kyrkobyggnad som tillhör Floby församling i Skara stift. Den ligger i Floby i Falköpings kommun

## Kyrkobyggnaden
Kyrkan uppfördes år 1845 i nyklassisk stil och ersatte en medeltida kyrka som revs. Kyrkans byggmästare var Fredrik Sundler, brukspatron på Vårgårda herrgård. Kyrkan är en av Skara stifts större landsortskyrkor med plats för 600 personer. Tornkammaren och tornspiran tillkom vid en renovering 1877-1878.
Den medeltida sockenkyrkan var vid 1600-talets slut i dåligt skick och byggdes om 1750. Kyrkan revs fullständigt 1844.

## Inventarier
- Altartavlan från 1878 med korintiska kolonner och förgyllda kapitäl med motivet Jesus välsignar barnen är målad av Mårten Eskil Winge.
- Två träskulpturer vid altaret är från den gamla, medeltida kyrkan.
- Dopfunten i odekorerad sandsten anses vara tillkommen under åren 1175-1275.
- Predikstolen är jämngammal med kyrkan.

## Orgel
Läktarorgeln från 1968 är byggd vid Olof Hammarbergs orgelbyggeri i Göteborg. Den har följande disposition:
| Man I. Huvudverk C-g3 | Man II. Svällverk C-g3 | Pedal C-f1    | Koppel |
| --------------------- | ---------------------- | ------------- | ------ |
| Principal 8'          | Gedackt 8'             | Subbas 16'    | II/I   |
| Rörflöjt 8'           | Fugara 8'              | Principal 8'  | II/P   |
| Oktava 4'             | Principal 4'           | Borduna 8'    | I/P    |
| Spetsflöjt 4'         | Koppelflöjt 4'         | Flöjt 4'      |        |
| Oktava 2'             | Gedacktflöjt 2'        | Kvintadena 2' |        |
| Mixtur 4 chor         | Nasat 1 1/3'           | Fagott 16'    |        |
| Sesquialtera 2 chor   | Scharf 3 chor          |               |        |
| Trumpet 8'            | Krumhorn 8'            |               |        |
|                       | Tremulant              |               |        |

Kororgeln byggdes 1965 av A Magnussons Orgelbyggeri AB. Den stod ursprungligen i Floby församlingshem.
| Manual (C-g3)    | Pedal (C-d1) |
| ---------------- | ------------ |
| Gedackt 8' B/D   | Bihängd      |
| Rörflöjt 4' B/D  |              |
| Principal 2' B/D |              |
| Nasat 1 1/3' B/D |              |